# Nikita Romanovič Zachar'in-Jur'ev
Nikita Romanovič Zachar'in-Jur'ev, in russo Никита Романович Захарьин-Юрьев? (1522 circa – 23 aprile 1586), è stato un boiardo moscovita nel 1563, il cui nipote Michail Fëdorovič fondò la dinastia Romanov degli zar russi. Era figlio del boiardo Roman Jur'evič Zachar'in-Jur'ev, che morì il 16 febbraio 1543, e della moglie Uliana Ivanovna, morta nel 1579, e cognato di Ivan IV di Russia, che sposò sua sorella, Anastasija Romanovna Zachar'ina.

## Biografia
L'esistenza di Nikita Romanovič è stata registrata per la prima volta nel 1547, quando, date le nozze dello Zar con Anastasija Zachar'ina, egli venne promosso al grado di spalnik e stolnik, ossia due incarichi all'interno della corte russa. Egli partecipò come rynda (guardia del corpo) dello Zar nella sfortunata campagna militare contro il Khanato di Kazan' nel 1547 e 1548. In seguito, egli fu l'assistente dei principi Vasilij Serebrjanij e Andrej Nogtev-Suzdalskij con il grado di okol'ničij nella campagna di Livonia del 1559.
Nel 1562 egli venne nominato boiardo. Quattro anni più tardi, a seguito della morte del fratello Daniil Romanovič, egli divenne governatore di Tver'. Egli comandò inoltre alcuni distaccamenti dell'esercito della Moscovia durante la campagna invernale del 1572 a Novgorod contro l'Impero svedese. Prese inoltre parte alle campagne livoniane del 1573 e 1577.
Ivan il Terribile, al suo capezzale, lasciò i suoi due figli, Fëdor e Dmitrij, alle cure di persone fidate. Finché la malattia non lo rese inabile nel tardo 1584, Nikita Romanovič esercitò la reggenza, come unico zio del giovane zar Fëdor I. Egli morì il 23 aprile 1586 e venne sepolto nel monastero Novospasskij.
Si sposò due volte: la prima volta con Varvara Ivanovna Chovrina (morta il 18 giugno 1556) e la seconda volta con la principessa Evdokija Aleksandrovna Gorbataja-Šujskaja (morta il 4 aprile 1581), una cugina di sesto grado del futuro Vasilij IV.
I figli nati dal primo matrimonio furono:
- Fëdor Nikitič Romanov, in religione chiamato Filarete: sposò Ksenija Ivanovna Šestova; fu padre di:
  - Michele di Russia, primo zar della dinastia Romanov;
- Anna (morta nel 1585): sposò il principe Ivan Fëdorovič Trojekurov (morto il 29 maggio 1621);
- Eufemia (uccisa il 23 marzo 1602): sposò il principe Ivan Vasilievič Sicki (morto nel monastero Kozheozero il 23 marzo 1608).

Dal secondo matrimonio nacquero:
- Michail (morto a Nyrob il 18 marzo 1605);
- Aleksander (ucciso a Usolie-Lud il 15 marzo 1605), nominato boiardo nel 1599: sposò in prime nozze la principessa Eudoksia Ivanovna Galicyna (morta il 1º agosto 1597) ed in seconde nozze Juliana Semënovna Pogožaja (morta nel 1622); non ebbe discendenti;
- Vasilij (morto a Pelym il 15 febbraio 1601);
- Ivan "Kaša" (morto nel 1640), nominato boiardo nel 1605: sposò la principessa Uliana Fëdorovna Litvinova-Massalaskaja (morta nel 1650); ebbe i seguenti figli:
  - Nikita (nato nel 1607 e morto il 21 dicembre 1654), nominato boiardo nel 1645;
  - Andrej (morto il 25 aprile 1609);
  - Dmitrij (morto il 4 novembre 1611);
  - Irina (morto il 10 settembre 1615);
  - Praskovia (morto il 25 ottobre 1622);
  - Ivan (morto il 30 luglio 1625);
- Uliana (morta nel 1565);
- Marfa (morta nel 1610): sposò il principe Boris Kambulatovič Čerkasskij (morto il 22 aprile 1601);
- Irina (morta il 6 giugno 1636): sposò nel 1602 Ivan Ivanovič Godunov (morto annegato nel 1610), un secondo cugino di Boris Godunov; ebbe i seguenti figli:
  - Pëtr, si sposò ed ebbe come figlio:
    - Grigorij, sposò Marfa Afanasievna, ma non ebbe discendenza.